# Theo Tupetz

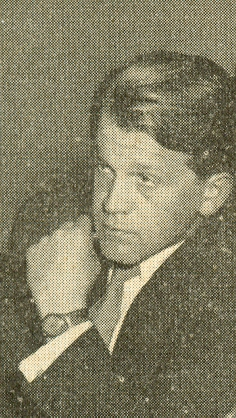
Theo Tupetz (um 1955)

Theo Tupetz (* 17. August 1923 in Hohenelbe, Tschechoslowakei; † 26. Mai 1980 in Bonn) war ein deutscher Studentenfunktionär und Sozialpolitiker. Als langjähriger Leiter des Sozialamts des Bundesstudentenrings initiierte er Hilfsprogramme für Flüchtlingsstudenten aus der DDR und Osteuropa, später auch aus afrikanischen Staaten. Außerdem hatte er maßgeblichen Anteil an der Entwicklung der Studienförderung nach dem Honnefer Modell, einem Vorläufer des heutigen Bafög.

## Leben
Der Sohn des Juristen Theodor Tupetz besuchte deutsche Schulen in Smíchov und Böhmisch-Leipa. Er wurde nach dem Abitur 1942 zur Wehrmacht eingezogen und geriet gegen Ende des Zweiten Weltkrieges in britische Kriegsgefangenschaft, aus der er im Juni 1945 entlassen wurde. Die Vertreibung der Deutschen aus der Tschechoslowakei verschlug seine Familie in die Sowjetische Besatzungszone. Deshalb ging auch Tupetz nach der Entlassung aus der Gefangenschaft in die SBZ und begann im Februar 1946 ein Jurastudium an der Universität Rostock, das er im Wintersemester 1946/47 an der Martin-Luther-Universität Halle-Wittenberg fortsetzte. In Halle (Saale) wohnten auch seine Eltern. In seiner Hallenser Zeit war Tupetz Mitglied der dortigen Hochschulgruppe der Liberal-Demokratischen Partei Deutschlands, bei der er unter anderem Wolfgang Natonek und Hans-Dietrich Genscher kennenlernte. 
Seit 1951 an der Rheinischen Friedrich-Wilhelms-Universität Bonn, war Tupetz zeitweise Hilfsreferent und Übersetzer in verschiedenen Bundesbehörden. Außerdem schloss er sich hier der 1950 gegründeten Vereinigung Heimatvertriebener Deutscher Studenten (VHDS) an, in der er bald zum Geschäftsführer (1952–54) und Vorsitzenden (1954–57) avancierte. Er verfasste ein umfangreiches Memorandum zur sozialen Lage der Flüchtlingsstudenten, aufgrund dessen er Ende 1952 vom Verband Deutscher Studentenschaften (VDS) als Sozialreferent eingestellt wurde. 
In dieser Eigenschaft koordinierte er die Arbeit der Flüchtlings- und Sozialreferate der örtlichen Studentenausschüsse, erstellte Übersichten zu bestehenden Fördermöglichkeiten und setzte sich bei den zuständigen Behörden für Verbesserungen ein. So war er für den VDS maßgeblich an der Aushandlung des Honnefer Modells einer allgemeinen Studentenförderung beteiligt. Später erarbeitete er zahlreiche Vorentwürfe für ein allgemeines Bundesausbildungsförderungsgesetz. 
Für die aus der DDR geflüchteten Abiturienten und Studenten baute Tupetz eine zentrale Flüchtlingsberatung auf, aus der später das Sozialamt des Deutschen Bundesstudentenrings und 1965 schließlich die heutige Otto Benecke Stiftung e.V. (OBS) hervorging. Außerdem entwarf Tupetz bereits Ende 1953 ein Soforthilfeprogramm für DDR-Flüchtlinge, das aus einem Garantiefonds des Bundesinnenministeriums finanziert wurde und später auf jugendliche Spätaussiedler und Flüchtlinge aus osteuropäischen und afrikanischen Staaten ausgeweitet wurde. Bis Ende der 1960er Jahre unterstützte die OBS rund 50.000 Flüchtlinge bei der Integration ins bundesdeutsche Hochschulsystem.
Auf dem Höhepunkt der Studentenunruhen von 1968/69 wurde Tupetz im Juli 1969 als Geschäftsführer der OBS entlassen. Zuvor hatte er zahlreiche brisante Unterlagen z. B. über Flüchtlinge, die nach der Niederschlagung des Prager Frühlings aus der ČSSR in den Westen geflohen waren, nach Hause mitgenommen, da er befürchtete, die von linksradikalen Kräften dominierte neue VDS-Führung könnte diese an osteuropäische Geheimdienste weitergeben. Diese Vorgänge konnten nie ganz aufgeklärt worden. Im Arbeitsrechtsstreit obsiegte Tupetz zwar im November 1970, eine Wiederanstellung erfolgte dennoch nicht. Tupetz’ Versuche, als Referent in Bonner Ministerien übernommen zu werden, scheiterten letztlich an seiner angegriffenen Gesundheit. Seine Entlassung aus der OBS, die er als sein Lebenswerk betrachtete, konnte Tupetz bis zuletzt nicht verwinden; er starb nach jahrelanger Krankheit 1980 in Bonn. 
Eine späte postume Würdigung erfuhr Tupetz 1995 aus Anlass des 30-jährigen OBS-Jubiläums, als der damalige Präsident Joseph Bücker ihn als unermüdlichen „Schnellläufer und Schnelldenker“ lobte: „Während andere noch Memoranden schrieben und Aktenvermerke fertigten, hatte Theo Tupetz bereits entsprechende Gesetz- und Verordnungsentwürfe vorbereitet. Zwar ist er später an seinem Übereifer gescheitert, gleichwohl gebührt ihm aber noch heute unser Dank und unsere Anerkennung für die von ihm erbrachten Leistungen, die vielen deutschen und ausländischen Studenten zugutegekommen sind.“

## Werke
- Theo Tupetz, Kurt Brade: Stipendien und Ausbildungshilfen. Das Recht der öffentlichen Ausbildungsförderung. Erläuterte Textausgabe der Vorschriften des Bundes und der Länder (Loseblatt-Grundwerk  mit Ergänzungslieferungen), Bonn ab 1960,  http://d-nb.info/458250155.
- Theo Tupetz: Das Bildungswesen der DDR. Bonn 1970, http://d-nb.info/760054789.